# Bad Lauterberg im Harz
Bad Lauterberg im Harz − miasto uzdrowiskowe w Niemczech, w kraju związkowym Dolna Saksonia, w powiecie Getynga. Do 31 października 2016 należało do powiatu Osterode am Harz. W 2023 w mieście znajdują się dwa domy uzdrowiskowe, dwie kliniki oraz centrum cukrzycowe.
W 1934 na północny wschód od miasta wybudowano tamę na rzece Oder (prawy dopływ Rhume). Tworzy ona zbiornik Odertalsperre wykorzystywany do uprawiania sportów wodnych (kajakarstwo, żeglarstwo, pływanie i kąpiele oraz wędkarstwo). Na tamie funkcjonuje elektrownia wodna o łącznej mocy 4,86 MW, produkująca 6,60 GWh rocznie.

## Geografia
Bad Lauterberg im Harz położone jest w masywie gór Harzu, ok. 20 km na południowy wschód od miasta Osterode am Harz i 40 km na wschód od Getyngi, na trasie drogi krajowej B27.

## Demografia
Od 1961 miasto zmniejszyło liczebność ludności o ponad 30%. Mediana wieku w 2021 wynosiła 53,9 lata i utrzymuje się stała tendencja wzrostu. Od lat utrzymuje się ujemny przyros naturalny -7,0‰ w tym samym roku.
| Populacja w Bad Lauterberg im Harz od 1961 | Populacja w Bad Lauterberg im Harz od 1961 | Populacja w Bad Lauterberg im Harz od 1961 | Populacja w Bad Lauterberg im Harz od 1961 | Populacja w Bad Lauterberg im Harz od 1961 | Populacja w Bad Lauterberg im Harz od 1961 |          |
| rok                                        | mieszkańców                                | przyrost                                   | rok                                        | mieszkańców                                | przyrost                                   | od 2011  |
| ------------------------------------------ | ------------------------------------------ | ------------------------------------------ | ------------------------------------------ | ------------------------------------------ | ------------------------------------------ | -------- |
| 1961                                       | 14 832                                     |                                            | 2013                                       | 10 671                                     | − 1,31%                                    | − 2,30 % |
| 1970                                       | 14 573                                     | − 1,75 %                                   | 2014                                       | 10 506                                     | − 1,54 %                                   | − 3,80 % |
| 1987                                       | 12 884                                     | − 11,59 %                                  | 2015                                       | 10 596                                     | + 0,85 %                                   | − 3,00 % |
| 1990                                       | 13 318                                     | + 3,37 %                                   | 2016                                       | 10 548                                     | − 0,45 %                                   | − 3,40 % |
| 1995                                       | 12 901                                     | − 3,13 %                                   | 2017                                       | 10 404                                     | − 1,36 %                                   | − 4,70 % |
| 2000                                       | 12 169                                     | − 5,67 %                                   | 2018                                       | 10 269                                     | − 1,3 %                                    | − 6,00 % |
| 2010                                       | 11 124                                     | − 5,06 %                                   | 2019                                       | 10 265                                     | − 0,03 %                                   | − 6,00 % |
| 2011                                       | 10 919                                     | − 1,84 %                                   | 2020                                       | 10 294                                     | + 0,28 %                                   | − 5,70 % |
| 2012                                       | 10 813                                     | − 0,97%                                    | 2021                                       | 10 290                                     | − 0,04 %                                   | − 5,80 % |